# کاظم هژیرآزاد
کاظم هژیرآزاد (زادهٔ ۱ فروردین ۱۳۲۹) بازیگر تئاتر و سینما و تلویزیون اهل ایران است.

## زندگی
کاظم هژیرآزاد در سال ۱۳۲۹ در تهران زاده شد. او در سال آخر دبیرستان یعنی تابستان سال ۱۳۴۸ برای فراگرفتن هنر بازیگری، به هنرکده آزاد هنرپیشگی «آناهیتا» رفت و شیوه «استانیسلافسکی» را زیر نظر استاد مصطفی اسکویی آموزش دید و در چندین نمایش صحنه‌ای و تله تئاتر با گروه آناهیتا به ایفای نقش پرداخت. وی سال ۱۳۶۱ از گروه جدا شد و به صورت آزاد، با گروه‌های مختلف تهرانی همکاری کرد که این همکاری همچنان ادامه دارد. هژیر آزاد در زمینهٔ نوشتن نیز فعالیت داشته‌است و یک تک پرده‌ای به نام «سوسنگرد» - مربوط به جنگ تحمیلی -، یک تک پرده‌ای در مورد پشت صحنه تئاتر، و همچنین یک مجموعه داستان به نام «کیف» را به چاپ رسانده‌است. او در مورد نقد تئاتر و مسائل مربوط به صنف تئاتر، نوشته‌های پراکنده‌ای در مطبوعات به چاپ رسانده‌است. او هم‌اکنون عضوهیئت مدیره انجمن بازیگران خانه تئاتر و همچنین عضو هیئت مدیره خانه تئاتر است.

## فیلم‌شناسی

### فیلم‌های سینمایی
| ردیف | نام فیلم        | سال  | کارگردان            | نقش |
| ---- | --------------- | ---- | ------------------- | --- |
| ۱    | تحفه‌ها          | ۱۳۶۶ | ابراهیم وحیدزاده    |     |
| ۲    | آبادانی‌ها       | ۱۳۷۱ | کیانوش عیاری        |     |
| ۳    | مجسمه           | ۱۳۷۱ | ابراهیم وحیدزاده    |     |
| ۴    | قافله           | ۱۳۷۱ | مجید جوانمرد        |     |
| ۵    | شاهین طلایی     | ۱۳۷۲ | قدرت‌الله صلح‌میرزایی |     |
| ۶    | نیش             | ۱۳۷۳ | همایون اسعدیان      |     |
| ۷    | هدف             | ۱۳۷۳ | بهرام کاظمی         |     |
| ۸    | گروگان          | ۱۳۷۴ | اصغر هاشمی          |     |
| ۹    | در سرزمینی دیگر | ۱۳۷۵ | مجید جوانمرد        |     |
| ۱۰   | عقرب            | ۱۳۷۵ | بهروز افخمی         |     |
| ۱۱   | شب روباه        | ۱۳۷۵ | همایون اسعدیان      |     |
| ۱۲   | تکیه بر باد     | ۱۳۷۸ | داریوش فرهنگ        |     |
| ۱۳   | مسافر ری        | ۱۳۷۹ | داوود میرباقری      |     |
| ۱۴   | شاه خاموش       | ۱۳۸۲ | همایون شهنواز       |     |
| ۱۵   | به نام پدر      | ۱۳۸۴ | ابراهیم حاتمی‌کیا    |     |
| ۱۶   | خرس             | ۱۳۹۰ | خسرو معصومی         |     |
| ۱۷   | زندگی خصوصی     | ۱۳۹۰ | محمدحسین فرح‌بخش     |     |
| ۱۸   | یوسف هور        | ۱۳۹۱ | علی اصغر شادروان    |     |
| ۱۹   | مرگ‌نامه سهراب   | ۱۳۹۶ | فرشاد احمدی دستگردی |     |
| ۲۰   | آبی روشن        | ۱۴۰۲ | بابک خواجه‌پاشا      |     |

### مجموعه‌های تلویزیونی
| ردیف | سال       | نام مجموعه                                                   | نوشته                                            | به کارگردانی                  | توضیحات (پخش از / تهیه کنندگی) |  |
| ---- | --------- | ------------------------------------------------------------ | ------------------------------------------------ | ----------------------------- | ------------------------------ |  |
| ۱    | ۱۳۵۰      | تله‌تئاتر «ریش‌تراش اشبیلیه» (سویل)                            |                                                  | مصطفی اسکویی                  | تلویزیون ملی ایران             |  |
| ۲    | ۱۳۵۰      | رستم و سهراب (در سه قسمت)                                    | تنظیم تلویزیونی                                  | مصطفی اسکویی                  | تلویزیون ملی ایران             |  |
| ۳    | ۱۳۶۴      | هوای تازه (در یک قسمت)                                       |                                                  | علاءالدین رحیمی               | شبکه یک                        |  |
| ۴    | ۱۳۶۴      | سایهٔ همسایه                                                  |                                                  | اسماعیل خلج                   | شبکه یک                        |  |
| ۵    | ۱۳۶۵      | دلاوران کازبا (یک قسمت)                                      | محمد رحمانیان                                    | جمشید جهان‌زاده                | شبکه یک                        |  |
| ۶    | ۱۳۶۷      | قلب من در کوهساران (در یک قسمت)                              | ویلیام سارویان                                   | احمد اشرف آبادی               | شبکه یک                        |  |
| ۷    | ۱۳۶۷      | اذان بی وقت (در یک قسمت)                                     |                                                  | جمشید جهان‌زاده                | شبکه یک                        |  |
| ۸    | ۱۳۶۷      | حکایتی از قابوس‌نامه                                          | نادعلی همدانی                                    | نادعلی همدانی                 | شبکه یک                        |  |
| ۹    | ۱۳۶۷      | دلاوران کازبا                                                | محمد رحمانیان                                    | جمشید جهان‌زاده                | شبکه یک                        |  |
| ۱۰   | ۱۳۶۹      | آلبوم خانوادگی بازی در اپیزودهای «غرب وحشی» و «اسمیت می‌میرد» | محمد رحمانیان                                    | محمد رحمانیان                 | شبکه یک                        |  |
| ۱۰   | ۱۳۶۹      | دهمین مظلوم                                                  | علاءالدین رحیمی                                  | علاءالدین رحیمی               | شبکه یک                        |  |
| ۱۱   | ۱۳۷۰      | مدالی برای ویلی                                              | جاوید مهتدی                                      | جاوید مهتدی                   | شبکه دو شهره زند پارسا         |  |
| ۱۲   | ۱۳۷۰      | (سریال) آینه یک اپیزود: طبل تو خالی                          |                                                  | فریدون فرهودی                 | شبکه دو                        |  |
| ۱۳   | ۱۳۷۲      | استپان                                                       | اقتباسی از نمایشنامه مونتسرا نوشته امانوئل روبنس | تنظیم و کارگردانی جاوید مهتدی | محسن ابراهیمی                  |  |
| ۱۴   | ۱۳۷۳      | طنز شبانه                                                    | محمد رحمانیان                                    | محمد رحمانیان                 | گلنار حامدی                    |  |
| ۱۵   | ۱۳۷۳      | (سریال) تنهاترین سردار                                       | مهدی فخیم‌زاده                                    | مهدی فخیم‌زاده                 | شبکه یک غلام رضا موسوی         |  |
| ۱۶   | ۱۳۷۳      | تله‌تئاتر معمای یک قتل                                        | آگاتا کریستی                                     | تنظیم و کارگردانی حسن فتحی    | شبکه دو علی‌اصغر آزادان         |  |
| ۱۷   | ۱۳۷۴      | چهار فصل (از مجموعه رابطه)                                   | علی طالبی                                        | مجید شهسواری                  | شبکه ۵ سیما                    |  |
| ۱۸   | ۱۳۷۴      | وکلای جوان (سریال)                                           | بهرام کاظمی                                      | بهرام کاظمی                   |                                |  |
| ۱۹   | ۱۳۷۵      | در انتظار صبح (سریال برون مرزی)                              |                                                  | مجید جوانمرد                  |                                |  |
| ۲۰   | ۱۳۷۵      | دومین انفجار (سریال)                                         | نادر مقدس                                        | نادر مقدس                     | حسن بشکوفه                     |  |
| ۲۱   | ۱۳۷۵      | شب روباه (سریال)                                             |                                                  | همایون اسعدیان                |                                |  |
| ۲۲   | ۱۳۷۶      | تله‌موش                                                       | آگاتا کریستی                                     | تنظیم و کارگردانی حسن فتحی    | شبکه دو ثریا گلشهر             |  |
| ۲۳   | ۱۳۷۶      | قضیه اوپنهایمر                                               |                                                  | محمود عزیزی                   | آزادان - ظهیری                 |  |
| ۲۴   | ۱۳۷۶      | در منطقه جنگی                                                |                                                  | اسماعیل شنگله                 | علی‌اصغر آزادان – ظهیری         |  |
| ۲۶   | ۱۳۷۷      | مهره‌ها                                                       | محمد بنایی                                       | محمد بنایی                    | محمد بنایی                     |  |
| ۲۷   | ۱۳۷۷      | مجتمع مسکونی فرخ و فرج                                       | اصغر فرهادی                                      | اصغر فرهادی                   |                                |  |
| ۲۸   | ۱۳۷۷      | استنطاق                                                      | پیتر وایس                                        | فرهاد مهندس پوربه             | علی‌اصغر آزادان، جواد ظهیری     |  |
| ۲۹   | ۱۳۷۸      | رستم و سهراب (سریال)                                         |                                                  | حکیم ابولقاسم فردوسی          | تنظیم و کارگردانی رسول نجفیان  |  |
| ۳۰   | ۱۳۷۸      | زیر پودر گریم (از مجموعه قصه‌های شهرک)                        | بابک محمدی                                       | بابک محمدی                    |                                |  |
| ۳۱   | ۱۳۷۹      | رستم (از مجموعه قصه‌های شهرک)                                 | بابک محمدی                                       | بابک محمدی                    |                                |  |
| ۳۲   | ۱۳۷۶      | ولایت عشق                                                    | مهدی فخیم‌زاده                                    |                               | مهدی فخیم‌زاده                  |  |
| ۳۲   | ۱۳۷۹      | مسافر ری (سریال و فیلم سینمایی)                              | سید داود میرباقری                                | سید داود میرباقری             | پروانه پرتو                    |  |
| ۳۳   | ۱۳۷۹      | صدایم کن (سریال)                                             |                                                  | مسعود نوابی                   | حسن جلایر                      |  |
| ۳۴   | ۱۳۷۹      | چراغ جادو                                                    |                                                  | همایون اسعدیان                | همایون اسعدیان                 |  |
| ۳۵   | ۱۳۷۹      | نیستان                                                       |                                                  | حسین مختاری                   | حسین مختاری                    |  |
| ۳۶   | ۱۳۸۰      | خسته نباشید (سریال طنز)                                      |                                                  | علی شوقیان                    | عیوضی و نصرتی                  |  |
| ۳۷   | ۱۳۸۰      | دردسرهای طلایی                                               |                                                  | شاهپور قریب                   | عبدالله صادقی                  |  |
| ۳۸   | ۱۳۸۱      | شاه خاموش (از مجموعه روزهای بیاد ماندنی)                     | همایون شهنواز                                    | همایون شهنواز                 |                                |  |
| ۳۹   | ۱۳۸۲      | «تله‌تئاتر یونانیان»                                          | «عبدالحسین لاله»                                 | «عبدالحسین لاله»              | پروانه وکیلی                   |  |
| ۴۰   | ۱۳۸۲      | بچه‌های خیابان                                                | همایون اسعدیان                                   | همایون اسعدیان                | پیمان جعفری                    |  |
| ۴۱   | ۱۳۸۲      | تله‌تئاتر کالیگولا                                            | آلبر کامو                                        | قطب‌الدین صادقی                |                                |  |
| ۴۲   | ۱۳۸۴      | تله‌تئاتر «چرخدنده»                                           | ژان-پل سارتر ترجمه داریوش مؤدبیان                | قطب‌الدین صادقی                |                                |  |
| ۴۳   | ۱۳۸۳      | به مناسبت محرم                                               |                                                  | بهروز شعیبی                   |                                |  |
| ۴۴   | ۱۳۸۳      | تا غروب                                                      | محمد بنایی                                       | محمد بنایی                    | محمد بنایی                     |  |
| ۴۵   | ۱۳۸۳      | سریال مختارنامه                                              | سید داود میرباقری                                | سید داود میرباقری             | محمود فلاح                     |  |
| ۴۶   | ۱۳۸۴      | پایان نمایش                                                  |                                                  | بهمن زرین‌پور                  | رضا انصاری                     |  |
| ۴۷   | ۱۳۸۴      | شاهزاده شهرآلان                                              |                                                  | حسین مختاری                   | حسین مختاری                    |  |
| ۴۸   | ۱۳۸۴      | یک مشت پر عقاب                                               |                                                  | اصغر هاشمی                    | بهروز خوشرزم                   |  |
| ۴۹   | ۱۳۸۵      | روزهای سیاه‌تر از شب                                          |                                                  | کاظم بلوچی                    | علیرضا جلالی                   |  |
| ۵۰   | ۱۳۸۶      | جاده آسمان (تله‌فیلم)                                         | کامبیز کاشفی                                     | کامبیز کاشفی                  | مهدی گلی‌زاده                   |  |
| ۵۱   | ۱۳۸۷      | قاضی و آدم‌کش (تله‌فیلم)                                       |                                                  | کاظم معصومی                   | علیرضا رئیسیان                 |  |
| ۵۲   | ۱۳۸۷      | سریال چهار سوی خاطره                                         |                                                  | خسرو معصومی                   |                                |  |
| ۵۳   | ۱۳۸۸      | تاوان                                                        |                                                  | شهرام شاه حسینی               | مجید مولایی (شبکه ۳)           |  |
| ۵۴   | ۱۳۸۹      | تله فیلم مرد خاک                                             |                                                  | شاهین باباپور                 | شبکه ۲                         |  |
| ۵۵   | ۱۳۸۹      | تله فیلم همه افتادگان                                        |                                                  | بهرام عظیم پور                |                                |  |
| ۵۶   | ۱۳۹۰      | تله فیلم حسرت                                                | طلا معتضدی                                       | راما قویدل                    |                                |  |
| ۵۷   | ۱۳۹۰      | تله فیلم دم بافته                                            |                                                  | هادی نامور                    | سیمای مرکز گلستان              |  |
| ۵۸   | ۱۳۹۰      | تله فیلم دارکوب                                              |                                                  | سعید اسدی                     | شبکه ۱                         |  |
| ۵۹   | ۱۳۹۰      | بال‌های خیس                                                   |                                                  | عباس رنجبر                    | شبکه ۱                         |  |
| ۶۰   | ۱۳۹۰      | نرجس خاتون (تله تئاتر)                                       | رضا گوران                                        | رضا گوران                     | شبکه ۴                         |  |
| ۶۱   | ۱۳۹۱      | یلدا                                                         |                                                  | حسن میرباقری                  | شبکه ۱                         |  |
| ۶۲   | ۱۳۹۱–۱۳۹۲ | هوش سیاه ۲                                                   | آرش قادری                                        | مسعود آب پرور                 | شبکه ۳                         |  |
| ۶۳   | ۱۳۹۲      | شرطی برای زندگی (از مجموعه شاید برای شما هم اتفاق بیفتد)     | داریوش روحی                                      | حسین فلاح                     | شبکه تهران                     |  |
| ۶۴   | ۱۳۹۱–۱۳۹۳ | جلال‌الدین                                                    | رضا مقصودی، شهرام اسدی و علی حدادی               | شهرام اسدی و آرش معیریان      | شبکه ۱                         |  |
| ۶۵   | ۱۳۹۴      | دندون طلا                                                    | داوود میرباقری                                   | داوود میرباقری                | شبکه نمایش خانگی               |  |
| ۶۶   | ۱۳۹۴      | معمای شاه                                                    | محمدرضا ورزی                                     | محمدرضا ورزی                  | شبکه یک                        |  |
| ۶۷   | ۱۳۹۴      | آخرین فرستاده                                                |                                                  | سید ابوالفضل سنگ سفیدی        | شبکه یک                        |  |
| ۶۸   | ۱۳۹۵      | کشیک قلب                                                     | حسین مهکام                                       | حسین مهکام                    | شبکه یک                        |  |
| ۶۹   | ۱۳۹۵      | روزنه آبی                                                    |                                                  | فرزاد فره‌وشی                  | شبکه نمایش خانگی               |  |
| ۷۰   | ۱۳۹۸      | روزهای بی‌قراری ۲                                             | مهدی بهپور                                       | کاظم معصومی                   | شبکه دو                        |  |
| ۷۱   | ۱۳۹۸      | آچمز                                                         | حسین آقاهرندی                                    | مهرداد خوشبخت                 | شبکه سه                        |  |
| ۷۲   | ۱۳۹۸      | بانوی سردار                                                  | پرویز شیخ طادی                                   | پرویز شیخ طادی                | شبکه سه                        |  |
| ۷۳   | ۱۳۹۸      | وقت صبح                                                      | امیرنعیم حسینی و جواد میرزا آقازاده              | جواد میرزا آقازاده            | شبکه یک                        |  |
| ۷۴   | ۱۳۹۸      | پناه آخر                                                     | صادق خوشحال                                      | داریوش یاری                   | شبکه یک                        |  |
| ۷۵   | ۱۳۹۹      | مثل هیچ‌کس نبود                                               |                                                  | فرزاد فره‌وشی                  | شبکه نمایش خانگی               |  |
| ۷۶   | ۱۳۹۹      | ایلدا                                                        | نوشین پیرحیاتی                                   | راما قویدل                    | شبکه یک                        |  |
| ۷۷   | ۱۴۰۰      | زخم کاری                                                     | محمدحسین مهدویان                                 | محمدحسین مهدویان              | شبکه نمایش خانگی               |  |
| ۷۸   | ۱۴۰۰      | آناهیتا                                                      | فرزاد فره‌وشی                                     | فرزاد فره‌وشی                  | شبکه نمایش خانگی               |  |
| ۷۹   | ۱۴۰۱      | بی نشان                                                      | آزیتا ایرایی، مهدی حمزه                          | راما قویدل                    | شبکه سه                        |  |
| ۸۰   | ۱۴۰۱      | بی همگان                                                     | علیرضا کاظمی پور، سعید جلالی                     | بهرنگ توفیقی، اصغر هاشمی      | شبکه سه                        |  |
| ۸۱   | ۱۴۰۱      | تمام رخ                                                      | مرتضی اصفهانی                                    | محمود معظمی                   | شبکه سه                        |  |
| ۸۲   | ۱۴۰۲      | بازپرس                                                       | حسین تراب نژاد                                   | محمود معظمی                   | شبکه سه                        |  |
| ۸۳   | ۱۴۰۲      | رحیل                                                         | فرهاد نقدعلی                                     | مسعود آب پرور                 | شبکه سه                        |  |
| ۸۴   | ۱۴۰۳      | رخنه                                                         | مریم امینی                                       | علی غفاری                     | شبکه یک                        |  |
| ۸۵   | ۱۴۰۳      | در انتهای شب                                                 | آیدا پناهنده ، ارسلان امیری                      | آیدا پناهنده                  | پلتفرم فیلم نت                 |  |
| ۸۶   | ۱۴۰۳      | زخم کاری:مجازات                                              | محمدحسین مهدویان                                 | محمدحسین مهدویان              | شبکه نمایش خانگی               |  |
| ۸۷   | ۱۴۰۳      | دیو و ماه‌پیشونی ۲                                            | مهرداد کوروش‌نیا                                  | حسین قناعت                    | شبکه نمایش خانگی               |  |

### نمایش‌های صحنه‌ای
| ردیف | نام نمایشنامه                    | به کارگردانی      | نوشته                                         | تاریخ اجرا       | محل اجرا                                              |
| ---- | -------------------------------- | ----------------- | --------------------------------------------- | ---------------- | ----------------------------------------------------- |
| ۱    | رستم و سهراب                     | مصطفی اسکویی      | ارسلان پوریا                                  | ۱۳۴۹ و ۱۳۵۰      | اصفهان، آبادان، اهواز، مسجد سلیمان، گچساران و …       |
| ۲    | هائی تی                          | مصطفی اسکویی      | ویلیام دو بوآ                                 | ۱۳۵۸ و ۱۳۵۹      | تالار رودکی تهران سالن فخرالدین اسعد گرگانی شهر گرگان |
| ۳    | ابن سینا                         | مصطفی اسکویی      | عنایت الله احسانی                             | ۱۳۵۹ و ۱۳۶۰      | تالار برج آزادی تهران                                 |
| ۴    | سوسنگرد                          | مهدی فتحی         | کاظم هژیر آزاد                                | ۱۳۶۰             | تئاتر آناهیتا شورای نویسندگان کانون تربیت معلم        |
| ۵    | عملیات بلو لایت                  | مصطفی اسکویی      | مسرور                                         | ۱۳۶۰             | تئاتر آناهیتا                                         |
| ۶    | یرما                             | مهدی ارجمند       | فدریکو گارسیا لورکا                           | ۱۳۶۷             | تئاتر شهر سالن شماره دو                               |
| ۷    | ریشه‌ها عمیقند                    | معصومه تقی پور    | گوو دوسو                                      | ۱۳۶۸             | تالار سنگلج                                           |
| ۸    | مرگ در پائیز                     | محمد بنایی        | اکبر رادی                                     | ۱۳۷۰             | سالن شماره ۲ تئاتر شهر                                |
| ۹    | هیولای وحشت                      | حسین علی اکبرزاده | حسین علی اکبرزاده                             | ۱۳۷۰             |                                                       |
| ۱۰   | هملت                             | قطب‌الدین صادقی    | ویلیام شکسپیر                                 | ۱۳۷۱             | سالن اصلی تئاترشهر                                    |
| ۱۱   | پیروزی در شیکاگو                 | داوود رشیدی       | والتر وایدلی                                  | ۱۳۷۱             | سالن اصلی تئاتر شهر                                   |
| ۱۲   | یادگار سال‌های شن                 | علی رفیعی         | رفیعی و چرمشیر                                | ۱۳۷۱             | تالار وحدت                                            |
| ۱۳   | مرغ دریایی                       | اکبر زنجانپور     | آنتون چخوف                                    | ۱۳۷۵             | تالار وحدت                                            |
| ۱۴   | آیا می‌شناسید کهکشان راه شیری را؟ | رضا عبدالعلی زاده | کارل ویتلینگر                                 | ۱۳۷۷             | سالن شماره دو تئاتر شهر                               |
| ۱۵   | پابلو نرودا                      | علیرضا کوشک جلالی | اسکار متا                                     | ۱۳۷۸             | تئاتر شهر سالن چهار سو                                |
| ۱۶   | دندون طلا                        | فرید سجادی حسینی  | داوود میر باقری                               | ۱۳۸۰             | سالن مهر حوزه هنر سازمان تبلیغات اسلامی               |
| ۱۷   | بیتوس بیچاره                     | حمید مظفری        | ژان آنوی                                      | ۱۳۸۱             | سالن اصلی تئاتر شهر                                   |
| ۱۸   | افشین و بودلف هردو مرده‌اند       | قطب الدین صادقی   | قطب الدین صادقی                               | ۱۳۸۲             | سالن اصلی تئاتر شهر                                   |
| ۱۹   | عادل‌ها                           | قطب الدین صادقی   | آلبر کامو                                     | ۱۳۸۴             | سالن اصلی تئاترشهر                                    |
| ۲۰   | دشمن مردم                        | اکبر زنجانپور     | هنریک ایبسن                                   | ۱۳۸۵             | سالن اصلی تئاتر شهر                                   |
| ۲۱   | رستم و سهراب                     | رسول نجفیان       | حکیم ابوالقاسم فردوسی، تنظیم نمایشی از نجفیان | ۱۳۸۵ ۱۳۸۶        | تالار نیاوران تالار وحدت                              |
| ۲۲   | مرغابی وحشی                      | نادر برهانی مرند  | هنریک ایبسن                                   | دی و بهمن ۱۳۸۶   | سالن چهارسو                                           |
| ۲۳   | یادگار زریران                    | قطب الدین صادقی   | قطب الدین صادقی                               | تیر و مرداد ۱۳۸۷ | سالن چهار سو                                          |
| ۲۴   | خدای کشتار                       | علیرضا کوشک جلالی | یاسمینا رضا                                   | آذر و دی ۱۳۸۷    | سالن سایه                                             |
| ۲۵   | آنتیگونه                         | هوشمند هنرکار     | هوشمند هنرکار                                 | ۱۳۸۷             | تالار مولوی                                           |
| ۲۶   | باغ شکرپاره                      | قطب الدین صادقی   | قطب الدین صادقی                               | ۱۳۸۸             | تئاتر شهر، سالن اصلی                                  |
| ۲۷   | مقام عاشقی                       | محمد حاتمی        | رضا رضایی                                     | ۱۳۸۹             | تئاتر شهر                                             |
| ۲۸   | بهار و آدم‌برفی                   | ناصح کامگاری      | ناصح کامگاری                                  | ۱۳۹۰             | تئاتر شهر، تالار سایه                                 |
| ۲۹   | پروانه های مفرقی                 | هوشمند هنرکار     | ویلیام گلدینگ                                 | ۱۳۹۲             | تئاتر شهر، تالار سایه                                 |
| ۳۰   | عروسی                            | وحید اخوان        | نیکولای گوگول                                 | ۱۳۹۶             | تئاتر شهر،تالار قشقایی                                |
| ۳۱   | یک زن یک مرد                     | هوشمند هنرکار     | نیکلای آربوزوف                                | ۱۳۹۸             | خانه موزه استاد انتظامی                               |

### تالیفات
| نام اثر       | نوع اثر                     | ناشر                             | سال چاپ     |
| ------------- | --------------------------- | -------------------------------- | ----------- |
| کیف           | مجموعه داستان کوتاه         | انتشارات باران                   | ۱۳۵۷(نایاب) |
| کمدی تئاتر    | نمایشنامه تک پرده ای        |                                  | ۱۳۵۷        |
| سوسنگرد       | نمایشنامه تک پرده ای        | نشریه شورای نویسندگان(شماره سوم) |             |
| مقصر          | مجموعه داستان کوتاه         | انتشارات افراز                   | ۱۳۹۲        |
| در محضر استاد | آموخته های یک شاگرد هنرپیشه | نشر هنر پارینه                   | ۱۴۰۰        |